# Nueva Numancia (métro de Madrid)
Nueva Numancia est une station de la ligne 1 du métro de Madrid en Espagne. Elle est située sous l'intersection entre l'avenue de la Albufera et la rue Puerto de Canfranc, dans le quartier de Nueva Numancia, de l'arrondissement de Puente de Vallecas, à Madrid.

## Situation sur le réseau

Plan du réseau.

Établie en souterrain, Nueva Numancia est une station de passage de la ligne 1 du métro de Madrid. Elle est située entre la station Puente de Vallecas, en direction du terminus Pinar de Chamartín, et la station Portazgo, en direction du terminus Valdecarros,. 
Les deux voies de la ligne sont encadrées par deux quais latéraux.

## Histoire
La station Nueva Numancia est mise en service le 2 juillet 1962, lors de l'ouverture à l'exploitation du prolongement depuis Puente de Vallecas jusqu'à Portazgo.

## Services aux voyageurs

### Accès et accueil
La station dispose de quatre accès équipés d'escaliers et d'escaliers mécaniques. Elle n'est pas accessible aux personnes à la mobilité réduite. Située en zone A, elle est ouverte de 6h00 à 1h30

### Desserte
Nueva Numancia est desservie par les rames de la ligne 1.

Installations et desserte
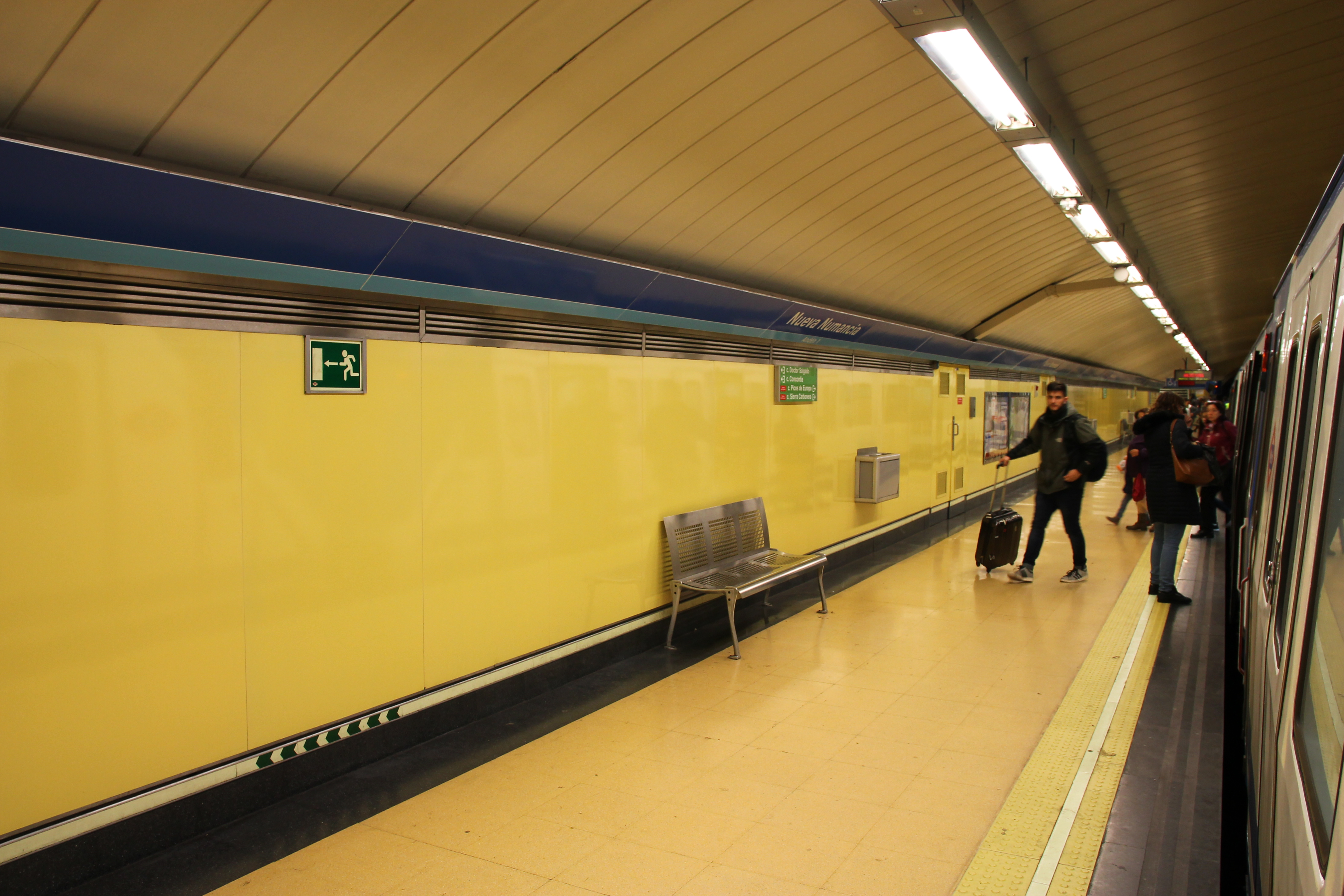
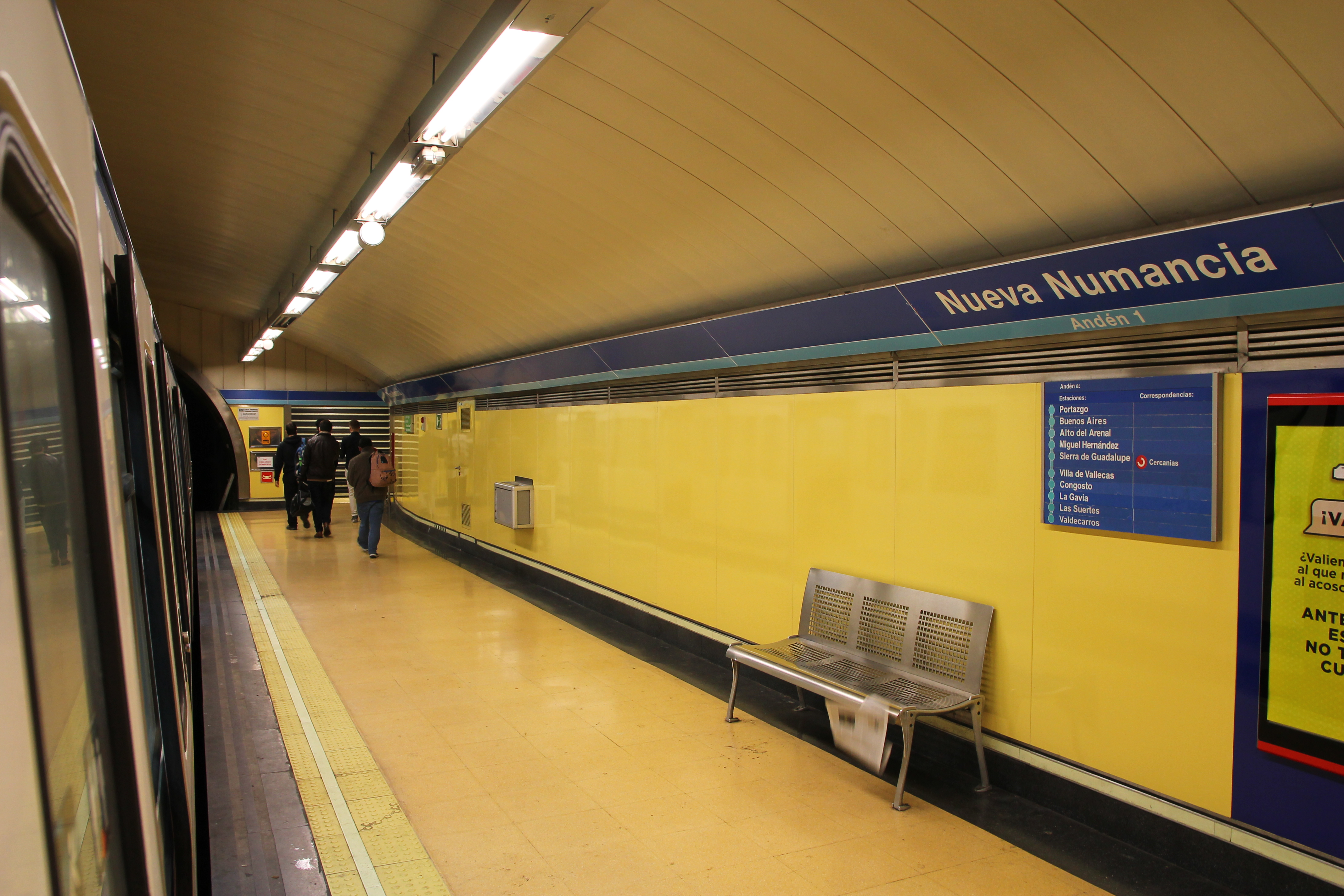

### Intermodalité
À proximité des arrêts de bus sont desservis par les lignes urbaines diurne 54, 57, 58, 136 et nocturne N10, N25 du réseau EMT.